# Взрывающиеся катера типа MTM
Взрывающиеся катера типа МТМ (итал. Barchino esplosivo M.T.M) — специальные моторные катера итальянского производства времен Второй мировой войны, созданные для совершения диверсионных операций и атак на вражеские суда и портово-прибрежную инфраструктуру. Активно применялись 10-й флотилией MAS Королевских военно-морских сил Италии, а в конце 1940-х — ВМС Израиля.

## История создания
Разработка маломерных судов для специальных операций началась в Италии в середине 1930-х годов. Целью создания таких судов была незаметная и внезапная атака на военно-морскую инфраструктуру противника, в том числе в бухтах и портах. Помимо человекоуправляемых торпед «Майале», были созданы специальные надводные взрывающиеся катера, получившие обозначение МТМ (Motoscafo Turismo Modificato или Моторный катер туристической модификации). Первые катера этого типа были построены в Варацце в 1939 году. В следующем 1940 году они прошли испытания, успешно потопив списанный броненосец «Куарто». После этого морское ведомство Италии дало заказ на 18 единиц таких катеров, а всего за годы войны было построено около 100 единиц.

## Конструкция и боевые качества
Катера имели водоизмещение в 1 тонну, что позволяло без труда их транспортировать даже малыми кораблями. Корпус состоял из деревянных наборов обтянутых плотным брезентом. МТМ оснащался бензиновым двигателем Alfa Romeo AR 6cc мощностью в 95 л. с. что позволяло развивать ему максимальную скорость в 33 узла. Комбинированный винт-руль составлял внешний блок, как у подвесного мотора. Для преодоления подводных заграждений он без особого труда поднимался. В кормовой части катера располагался пост управления, а в передней части отсек со взрывчаткой общей массой 300 кг.
Осторожно преодолев препятствия и противоторпедные сети, водитель определял курс к объекту атаки и наводил на него катер. Затем давал полный ход, закреплял руль и тотчас выбрасывался в море. Чтобы не находиться в воде в момент взрыва, он быстро взбирался на спасательный деревянный плотик, служивший на катере заспинной доской.
Катер, продолжая свой путь, ударялся о цель, в результате чего взрывались пороховые заряды, расположенные кольцом вокруг корпуса катера, разрезая катер надвое. Кормовая часть отделялась от носовой и быстро тонула. В то же время носовая часть с основным зарядом, достигнув установленной глубины, равной осадке корабля, взрывалась под действием гидростатического давления. От взрыва в подводной части корабля образовывалась большая пробоина.
Катера МТМ при правильном их использовании, в основном в темное время суток, на основе точных данных разведки, были эффективным боевым средством, однако, в отличие от торпед «Майле» погруженных под воду, МТМ работавшие только в надводном положении было легче обнаружить и уничтожить, особенно из-за шума их мотора.

## Боевое применение

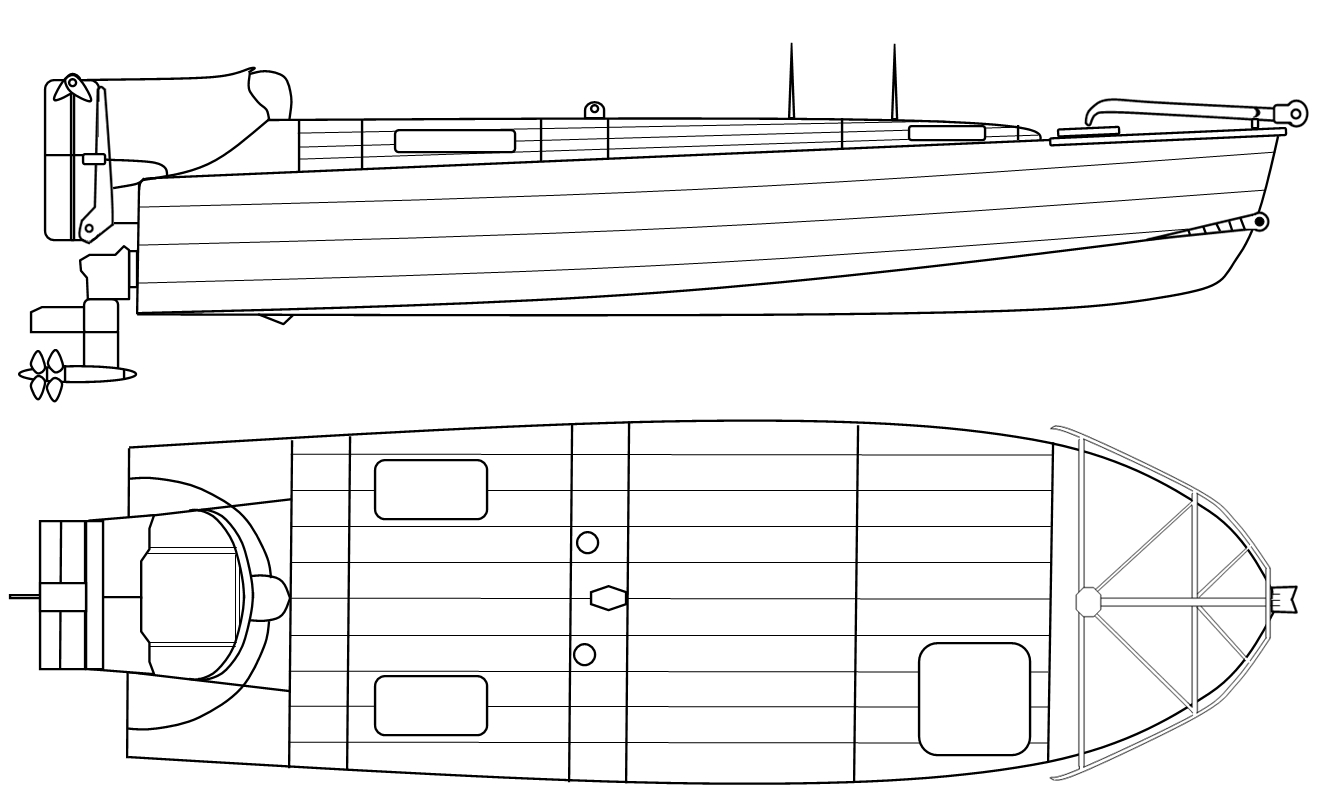
Схема катера типа МТМ

Первым боевым крещением взрывающихся катеров стала атака 10-й флотилии MAS в бухте Суда в марте 1941 года в результате успеха которой были повреждены два британских судна. А вот предпринятая в июле того же года атака на Мальту провалилась.
В отличие от похожих японских взрывающихся катеров «Shinyo», которыми управлял сознательный камикадзе, подрывающийся вместе с катером, итальянские экипажи, направив катер на цель, прыгали в воду. Однако иногда пилот вынужден был оставаться на МТМ и погибал.
В конце 1940-х годов небольшая часть катеров МТМ досталась специальной разведывательно-диверсионной части Шайетет 13 только что созданных военно-морских сил Израиля. Эти катера были использованы в ходе Первой арабо-израильской войны в Красном море, где потопили несколько египетских судов.
До сегодняшнего дня сохранились несколько экземпляров катеров типа МТМ, один из них экспонируется в Морском музее Милана, другой в музее Хайфы.